# Trembleur brun
Cinclocerthia ruficauda
Pour les articles homonymes, voir Trembleur (homonymie).
Espèce
Statut de conservation UICN

 LC  : Préoccupation mineure
Le Trembleur brun (Cinclocerthia ruficauda) est une espèce d'oiseaux de la famille des Mimidae.

## Systématique

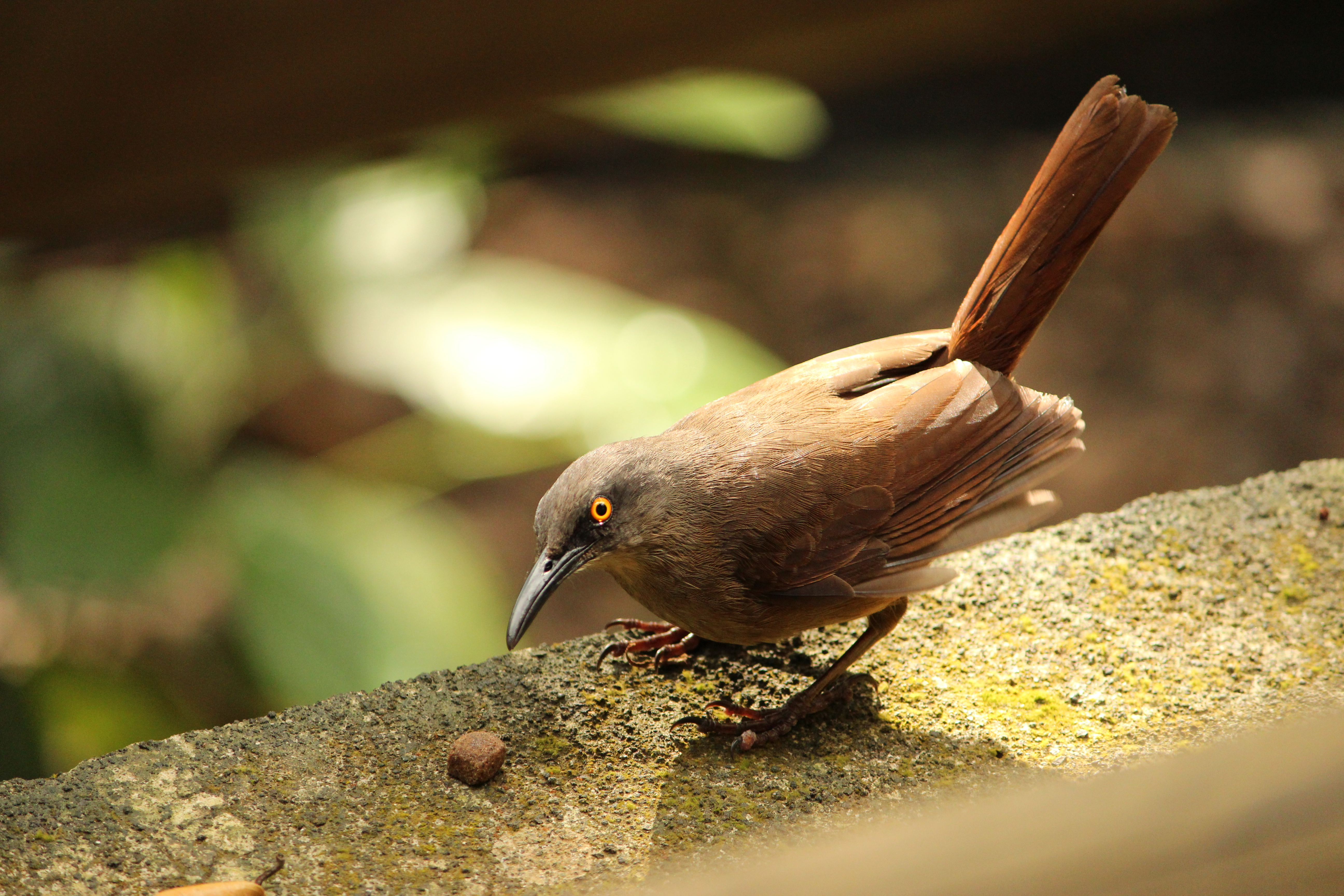
.. au parc des Mamelles (Guadeloupe)

Cinclocerthia ruficauda a été décrite  par le naturaliste britannique John Gould en 1836.

## Habitat
Le trembleur brun vit surtout dans les forêts humides, tropicales et subtropicales.

## Répartition et sous-espèces
Cet oiseau peuple les Petites Antilles, de Saba jusqu'à Saint-Vincent.
Selon la classification de référence du Congrès ornithologique international (15.1, 2025) il se répartit en quatre sous-est§ces du nord au sud :
- C. r. pavida Ridgway, 1904 — nord des petites Antilles ;
- C. r. tremula (Lafresnaye, 1943) — Guadeloupe ;
- C. r. ruficauda (Gould, 1836) — Dominique
- C. r. tenebrosa Ridgway, 1904 — Saint-Vincent-et-les-Grenadines.